# Wilhelm z Jumieges
Wilhelm z Jumièges, właśc. Guillaume de Jumièges (daty urodzenia i śmierci nieznane), był współuczestnikiem wydarzeń roku 1066, a także autorem jednego z pierwszych opisów inwazji Normanów na Anglię.

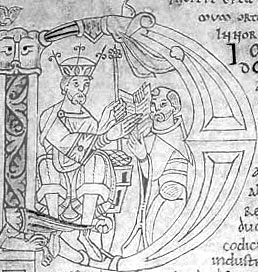

Według niego samego był osobą „pozostającą w cieniu”, znaną jedynie z jego listu do Króla Williama jako zakonnik z Jumièges. Jako że wspomniał również, iż był świadkiem pewnych wydarzeń za czasów panowania Ryszarda III (zmarłego 1026/1027), można przyjąć za pewnik, że urodził się około roku 1000. Najprawdopodobniej wstąpił do zakonu przed upływem pierwszej ćwierci XI wieku i pobierał nauki u Thierry’ego de Mathonville. Według Orderica Vitalisa Wilhelm nosił przydomek „Calculus”. Pochodzenie tego przydomka, choć brzmiącego matematycznie, jest nieznane. Jego śmierć, z pewnością po roku 1070, również nie została odnotowana. Był Normanem piszącym z normandzkiego punktu widzenia.
Wilhelm z Jumièges był twórcą pracy znanej jako Gesta Normannorum Ducum („Czyny książąt normandzkich”), napisanej około roku 1070. Dzieło powstało w oparciu o wcześniejsze opracowanie historyczne pióra Dudona de Saint-Quentin, zatytułowane De moribus et actis primorum Normannorum ducum (ok. 996–1015). Praca Dudona została zaakceptowana przez księcia Ryszarda I, po czym uzupełniona przez jego przyrodniego brata, hrabiego Raoula d’Ivry, oraz syna, księcia Ryszarda II (996–1026). Dzieło Dudona zostało podjęte przez Wilhelma z Jumièges w latach pięćdziesiątych XI wieku, ten zaś przejrzał, skrócił i uzupełnił De moribus…, dodając zapis wydarzeń z czasów panowania księcia Ryszarda II, Ryszarda III (1026-1027), Roberta I (1027-1035) i Wilhelma II.
Wilhelm z Jumièges ukończył zapis wydarzeń na roku 1060, ale później, gdy Wilhelm Zdobywca został królem Anglii, dopisał to, co wydarzyło się po rok 1070. Gesta Normannorum Ducum zostały następnie, w XII stuleciu, rozbudowane przez zakonnych kronikarzy, Orderica Vitalisa i Roberta z Torigni.